# Teraz (album Te-Trisa i Pogza)
Teraz – album studyjny polskich raperów Te-Trisa i Pogza. Wydawnictwo ukazało się 12 listopada 2013 roku nakładem wytwórni muzycznej Aptaun Records. Produkcji nagrań podjęli się Bob Air, Młody G.R.O., Starq, Welon, Stona, Zamot, S.S.Z., TMK Beatz oraz Nerwus. Z kolei wśród gości na płycie znaleźli się m.in. Pyskaty, Zeus, Quebonafide, Grubson,
Nagrania dotarły do 4. miejsca zestawienia OLiS.

## Lista utworów
Opracowano na podstawie materiału źródłowego.
CD1
1. "Dzieci czasu" (gościnnie: Justyna Kuśmierczyk, produkcja: Bob Air, miksowanie, mastering: Marek Dulewicz) - 4:03
2. "Strachy" (produkcja: Bob Air, Młody G.R.O., miksowanie, mastering: Marek Dulewicz) - 3:29
3. "Fejm" (produkcja: Bob Air, Starq, Welon, scratche: DJ Ike, miksowanie, mastering: Marek Dulewicz) - 5:00
4. "Nero" (gościnnie: Grizzlee, produkcja: Welon, miksowanie, mastering: Marek Dulewicz) - 4:05
5. "Ciary" (produkcja: Bob Air, Młody G.R.O., skrzypce: Łukasz Sylwestrzak, miksowanie, mastering: Marek Dulewicz) - 4:08
6. "Lista życzeń" (produkcja: Bob Air, Welon, gościnnie: Zeus, scratche: DJ Krug, miksowanie, mastering: Marek Dulewicz) - 3:50
7. "Chvilove Part 1" (gościnnie: Rzeznik, produkcja: Bob Air, scratche: DJ Flip, miksowanie, mastering: Marek Dulewicz) - 3:44
8. "Lunatyka" (produkcja: Bob Air, Młody G.R.O., miksowanie, mastering: Marek Dulewicz) - 4:21
9. "Polywood" (produkcja: Bob Air, Młody G.R.O., scratche: DJ Flip, miksowanie, mastering: Marek Dulewicz) - 3:48
10. "Ciąg dalszy" (produkcja: Bob Air, gościnnie: Iza, miksowanie, mastering: Marek Dulewicz) - 4:28
11. "Halun" (gościnnie: Rzeznik, Pyskaty, produkcja: Bob Air, Młody G.R.O., TMK Beatz, scratche: DJ Noriz, miksowanie, mastering: Marek Dulewicz) - 3:38
12. "Chvilove Part 2 " (gościnnie: Rzeznik, produkcja: Bob Air, scratche: DJ Flip, miksowanie, mastering: Marek Dulewicz) - 3:32
13. "Mam" (gościnnie: Rzeznik, produkcja: Bob Air, miksowanie, mastering: Marek Dulewicz) - 3:41
14. "Ludzie" (produkcja: Bob Air, Młody G.R.O., gościnnie: Grubson, miksowanie, mastering: Marek Dulewicz) - 5:34
15. "Mantry" (gościnnie: Rzeznik, produkcja: Bob Air, miksowanie, mastering: Marek Dulewicz) - 4:54

CD2
1. "Cienka linia" (gościnnie: Rzeznik, produkcja: Stona, miksowanie, mastering: Marek Dulewicz) - 4:54
2. "Klasyk" (produkcja: Zamot, gościnnie: Tede, scratche: DJ Twister, miksowanie, mastering: Marek Dulewicz) - 5:03
3. "Boom" (produkcja: Bob Air, S.S.Z., gościnnie: Quebonafide) - 3:16
4. "Kroki" (produkcja: Welon, scratche: DJ DBT, miksowanie, mastering: Marek Dulewicz) - 4:06
5. "Pesel" (produkcja: TMK Beatz, miksowanie, mastering: Marek Dulewicz) - 3:57
6. "Nie pytaj" (gościnnie: Rzeznik, produkcja: Młody G.R.O., scratche: DJ Noriz, miksowanie, mastering: Marek Dulewicz) - 3:27
7. "305" (produkcja: Młody G.R.O., miksowanie, mastering: Marek Dulewicz) - 2:52
8. "To czego" (produkcja: Bob Air, Nerwus, TMK Beatz, miksowanie, mastering: Marek Dulewicz) - 3:48